# Dufftown
Dufftown (historische naam Mòrthlach, Mortlach) is een Schots dorp en voormalige burgh in het hart van de regio Speyside in het bestuurlijk gebied Moray.
Dufftown is gelegen aan de oevers van de rivieren Fiddich en Dullan, aan de voet van de Convall Hills. Dufftown wordt door zichzelf geprezen als de "Malt whisky hoofdstad van Schotland". Het produceren van whisky zit wel in het bloed van Dufftown, er zijn dan ook in totaal zes (vroeger negen) distilleerderijen te vinden. In Dufftown bevinden zich de distilleerderijen van: Mortlach, Dufftown en Glendullan (alle drie eigendom van Diageo) en  Glenfiddich, Kininvie en Balvenie (alle drie eigendom van William Grant & Sons). Vroeger waren er dan ook nog Parkmore, Convalmore en Pittivaich. Een bekende locatie in Dufftown is Balvenie Castle. De Balvenie distilleerderij bevindt zich vlak bij het kasteel.
De toeristische Keith and Dufftown Railway verbindt Dufftown met het station van Keith. Door de plaats loopt de A941, die Dufftown verbindt met Rothes en Elgin. Ten oosten van de plaats start ook de A920 naar Huntly.

## Trivia
- Het hele jaar door zijn er in deze Schotse plaats verschillende activiteiten rondom het zogenoemde levenswater, whisky te beleven.
- Dankzij de accijnzen op de whisky geproduceerd in Dufftown, is het plaatsje gekend als de locatie waar de Britse overheid de meeste inkomsten per inwoner kan genereren.
- Vroeger waren er zeven distilleerderijen in Dufftown. Uit die tijd stamt het liedje: Rome was built on seven hills, Dufftown stands on seven stills. Nadien kwamen er nog twee distilleerderijen bij.
- Elk jaar worden er in juli Highland Games georganiseerd.
- In de Harry Potter reeks wordt van Zweinstein beweerd dat het dicht bij Dufftown gelegen is.

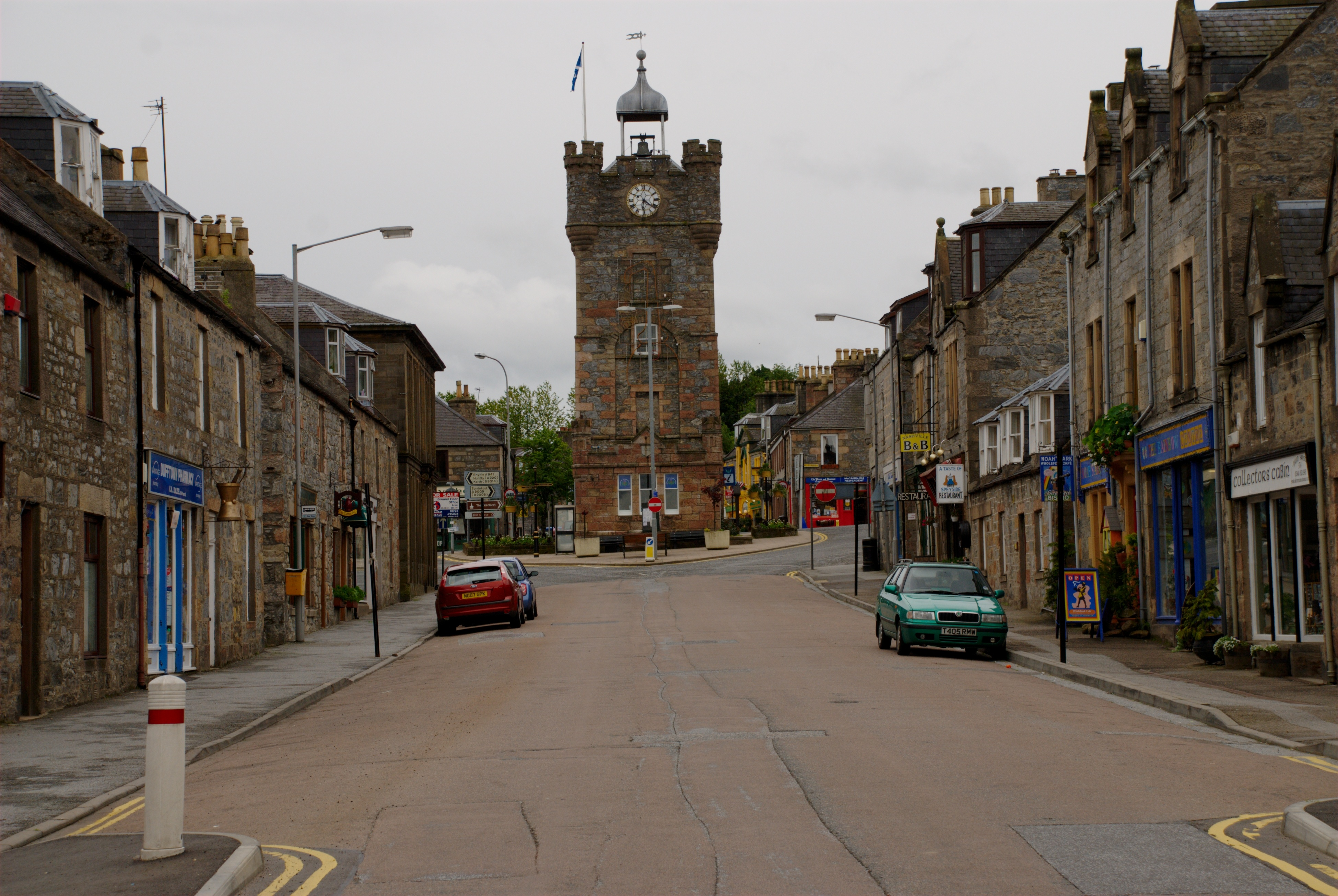
Klokkentoren van Dufftown
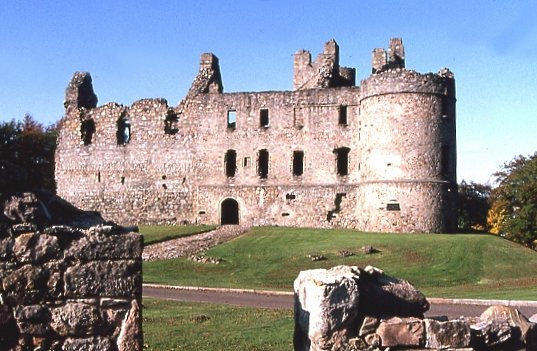
buitenaanzicht Balvenie Castle
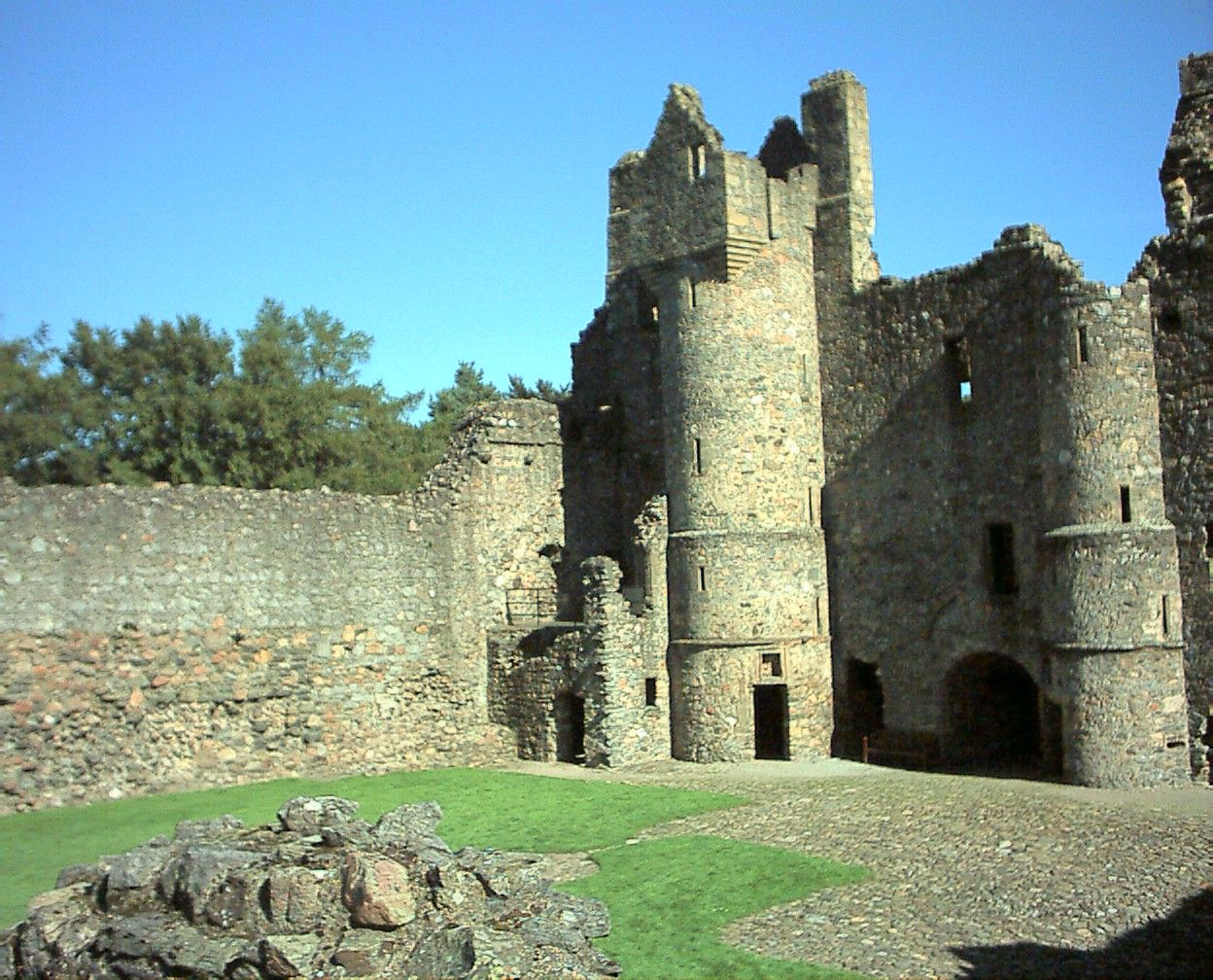
zicht van binnen de kasteelmuren Balvenie Castle